# Rojina
Rojina je priimek več znanih Slovencev:
- Anton Rojina (1877—1958), industrialec in politik
- Anže (Janez) Rojina (~1630—1687), zidarski in kamnoseški mojster na Krasu in Brkinih, naslednik V. Rojine
- Frančišek Rojina (1867—1944), čebelar in strokovni pisatelj
- Jani (Janez) Rojina (1941—1998)=?, novinar
- Luka Rojina (1669—1708), zidarski in kamnoseški mojster v Brkinih, naslednik A. Rojine
- Vincenc Rojina (?—1649), zidarski in kamnoseški mojster v Brkinih